# Rognvald el Sabio
Rognvald Eysteinsson o Rognvald el Sabio (nórdico antiguo: Rǫgnvaldr Eysteinsson, 836 - 890), conquistador y primer jarl de las Orcadas, hijo de Eystein Ivarsson según las sagas nórdicas. Existen tres fuentes diferentes sobre la creación del condado de las Orcadas y Shetland. El más conocido se encuentra en la Heimskringla, pero versiones más antiguas se encuentran en la Historia Norwegiæ y los Anales fragmentarios de Irlanda.

## Sagas
Las menciones de las sagas son las más populares y conocidas. Se registraron en el siglo XIII y con testimonio directo de políticos noruegos contemporáneos.
Acompaña a Harald I de Noruega a sus expediciones hacia el oeste, a Irlanda y Escocia, donde un hijo de Rognvald muere y en compensación el rey le concede las Orcadas y Shetland. Rognvald regresa a Noruega, cediendo la zona septentrional de las islas a su hermano Sigurd Eysteinsson.
Heimskringla también incide en otros relatos sobre Rognvald. Explica las causas del apodo del rey Harald "cabellos hermosos", tras cortarse y arreglar su cabello tras diez años sin hacerlo ya que juró conservarlo hasta que fuera gobernante de toda Noruega.
El jarl Rognvald murió a manos del hijo del rey Harald, Halfdan Hålegg. La venganza por la muerte de Rognvald recae en su hijo, el jarl Torf-Einarr, de quien todos los posteriores jarls de las Orcadas reclaman descendencia, matando a Halfdan en North Ronaldsay.

### Historia Norwegiæ
La Historia Norwegiæ menciona a Rognvald y la fundación del condado de las Orcadas, es una edición más antigua fechada probablemente en el siglo XII. Cita muchos curiosos detalles de las Orcadas, incluido la mención más antigua sobre los pictos, un pueblo pequeño que se escondía durante las horas del día, pero dice poco sobre Rognvald:
En los días del rey Harald, rey de Noruega, algunos piratas, de la familia del vigoroso príncipe Ronald [Rognvald], salieron con una gran flota que cruzó el mar de Solund <...> y subyugaron las islas para ellos. Y estando allí descansando en inviernos seguros, entraban en el verano tiranizando a los ingleses, escoceses y, a veces, sobre los irlandeses que ellos mantuvieron bajo dominio.
El escrito no menciona expresamente a Rognvald con el condado, pero atribuye la actividad a sus correligionarios.

### Anales fragmentarios de Irlanda
Es la mención más antigua sobre Rognvald y el condado de las Orcadas que se encuentra en los Anales fragmentarios de Irlanda. De los anales sobreviven copias incompletas compiladas por Dubhaltach Mac Fhirbhisigh en el siglo XVII, pero se estima que los originales proceden de los tiempos de Donnchad mac Gilla Pátraic (m. 1039). Se sabe que los anales tuvieron una gran influencia en escritos posteriores islandeses.
Los anales vinculan a Rognvald como hijo de «Halfdan, rey de Lochlann.» Normalmente se entiende que se refiere a Halfdan el Negro, a quien hermanan el Rognvald de los anales con el rey Harald I. No obstante, las sagas afirman que el abuelo de Rognvald se llamaba Halfdan.
Estos hechos acontecieron tras la cita de la devastación de Fortriu, alrededor de 866, y la caída de York (Jorvik), fecha aproximada a finales de 867. Establecer una fecha más temprana dificulta reconciliar las citas con las sagas y que Harald I estuvo involucrado en la conquista de las islas del norte.
La victoria de Harald en la batalla de Hafrsfjord, le proporcionó dominio sobre gran parte de Noruega, tradicionalmente hacia 872, pero quizás fuera más tarde, hacia el 900.
Se sabe muy poco de los eventos comprendidos en la Crónica de los reyes de Alba que correspondería con los ataques de Harald I a Escocia durante el reino de Domnall mac Causantín (r. 889–900)., pero no corresponde a la secuencia de citas anteriores sobre los orígenes del condado de las Orcadas, que ubica los hechos a una generación anterior.

## Herencia
En Heimskringla, Rognvald es jarl de Møre. Casó con Hild Hrólfsdóttir, hija de Hrólfr nefja, y tuvieron cuatro hijos: 
- Ivar Rögnvaldsson
- Hrólfr (apodado Hrolf Ganger, nórdico antiguo: Göngu-Hrölfr, o Rollo, primer caudillo vikingo que iniciaría una estirpe que gobernaría el Ducado de Normandía), de quien se dice le fue concedido el condado de Ruan por el rey en 931,[16]
- Thorir Rögnvaldarson
- Hrollaug Rögnvaldarson

Tuvo como segunda esposa a Groa, hija del rey Wrymund de Trondheim (n. 826) y fruto de esa relació nació una hija, Helinda Rognvaldsdatter (n. 878).
Con una esclava concubina (thrall) llamada Hrollaug, tuvo tres hijos:
- Thordis Rognvaldsdatter (n. 856), que casó con Arni Thordarsson (n. 852) un colono noruego en Islandia.
- Torf-Einarr, que llegaría a ser uno de los más poderosos jarls de las Orcadas.
- Hallad Rognvaldsson.